# Minkkommissionen
Minkkommissionen (formelt Granskningskommissionen om sagen om aflivning af mink) var den af Folketinget den 23. april 2021 nedsatte granskningskommission til at undersøge Minksagen. Kommissionen var samtidig den første af denne type undersøgelsesform med parlamentarisk forankring.
Granskningskommissionens medlemmer bestod af landsdommer Michael Kistrup (formand), professor Helle Krunke fra Københavns Universitet og advokat Ole Spiermann fra advokatfirmaet Bruun & Hjejle. Advokat Jakob Lund Poulsen var kommissionens udspørger. Minkkommissionen aflagde beretning til Folketingets Granskningsudvalg 30. juni 2022.
Kommissionen slog fast, at regeringen havde handlet uden lovhjemmel, da den 3. november 2020 havde besluttet at beordre alle mink i Danmark aflivet. Kommissionen kritiserede beslutningsforløbet og konstaterede, at udmeldingerne til minkavlere og offentligheden den 4. november og de følgende dage havde været groft vildledende, herunder også statsminister Mette Frederiksens udtalelser. Kommissionen mente dog ikke, at hun og de øvrige ministre havde været klar over, at de handlede uden lovhjemmel. Daværende fødevareminister Mogens Jensen fik imidlertid særlig kritik for at have afgivet urigtige oplysninger til Folketinget om tidspunktet for, hvornår han var blevet opmærksom på den manglende lovhjemmel. Kommissionen udtalte desuden kritik af en række ledende embedsmænd, herunder Rigspolitichefen og tre departementschefer.
Et flertal i Folketinget tildelte derefter Mette Frederiksen og Mogens Jensen en næse. Kommissionens beretning førte desuden til, at regeringens støtteparti Radikale Venstre krævede, at der blev udskrevet folketingsvalg senest ved Folketingets åbning i oktober samme år, og dermed i sidste instans til folketingsvalget 2022. Desuden modtog 10 embedsmænd som en konsekvens af sagen enten en advarsel eller en irettesættelse. I to tilfælde blev de fritaget for tjeneste, mens der blev indledt en tjenstlig undersøgelse. For departementschef i Fødevareministeriet Henrik Studsgaard blev undersøgelsen indstillet, da han skiftede job og dermed ikke længere var statsansat, mens rigspolitichef Thorkild Fogde i februar 2023 blev frikendt af forhørsledelsen for den tjenstlige undersøgelse og kunne genoptage sit job. Efterfølgende blev advarslerne henholdsvis en irettesættelse af yderligere seks embedsmænd tilbagekaldt. 

## Baggrund
I efteråret 2020 rapporterede Statens Serum Institut om et tidsmæssigt sammenfald mellem lokal forekomst af smitte blandt mink og mennesker i Nordjylland, og beskrev i den forbindelse en række virusvarianter, heriblandt en virusvariant som SSI kaldte cluster 5. Den 3. november 2020 leverede instituttet en risikovurdering, hvori et foreløbigt forsøg med cluster 5-virusvarianten, beskrevet på 1½ side, var lagt til grund for en vurdering af effekten af fremtidige covid-19-vacciner, og hvori instituttet som konklusion vurderer, at
| Citat | En fortsat minkavl under en igangværende COVID-19 epidemi indebærer en betydelig risiko for folkesundheden, herunder for mulighederne for at forebygge COVID-19 med vacciner. | Citat |
|       | |       |

Om aftenen den 3. november 2020 blev der afholdt møde i regeringens koordinationsudvalg. På mødet deltog bl.a. ministrene og departementscheferne for Statsministeriet, Finansministeriet, Udenrigsministeriet, Skatteministeriet, Sundheds- og Ældreministeriet og Miljø- og Fødevareministeriet. Fra Justitsministeriet deltog kun departementschefen da justitsministeren var syg. På mødet blev det besluttet, at alle mink i Danmark skulle aflives. "Beslutningen følger ikke de to indstillinger i materialet, men følger målet i en Operationsplan (BN 284). Operationsplanen var bilag til coveret." "I aktdetaljerne er planen benævnt "Nødplan"."
Den 4. november 2020 holdt statsminister Mette Frederiksen pressemøde. På pressemødet udtalte statsministeren, at "Den muterede virus – via mink – kan indebære den risiko, at den kommende vaccine ikke kommer til at virke, som den skal." med henvisning til det foreløbige forsøg med cluster 5-virusvarianten. Statsministeren udmeldte, at alle mink skulle aflives samt at "så iværksættes der nu en nødplan for aflivning, som håndteres i regi af Den nationale operative stab under politiets kommando og med bistand fra Forsvaret, fra Beredskabsstyrelsen og fra Hjemmeværnet."
Den 6. november udstedtes ordren om, at alle mink skulle aflives, til minkavlerne i skriftlig form. At der bl.a. manglede lovhjemmel til at kunne kræve mink uden for smittezonerne aflivet, blev offentligt tilkendegivet efter den 7. november 2020.
Folketingets udvalg for forretningsorden besluttede den 11. november 2020, at en uvildig undersøgelse af minksagen skulle finde sted. Et politisk flertal enedes den 10. december 2020 om at få etableret en ny undersøgelsesform kaldet en granskningskommission samt at få minksagen undersøgt ved hjælp af en sådan. Den 23. april 2021 nedsatte Folketinget Granskningskommissionen om sagen om aflivning af mink eller Minkkommissionen.

## Kommissorium
Granskningskommissionen havde ifølge Kommissorium for en granskningskommission om sagen om aflivning af mink til opgave at:
| Citat | undersøge og redegøre for det samlede begivenhedsforløb og for alle relevante myndigheders og ministres handlinger og involvering i beslutningen og udførelsen af beslutningen om, at alle mink i Danmark som led i indsatsen til bekæmpelse af covid-19 straks skulle aflives | Citat |
|       | |       |

Kommissionen skulle fokusere særligt på de 14 dage op til pressemødet, hvor beslutningen blev meddelt offentligheden samt, hvordan ministrene og andre relevante personer reagerede, da de blev bekendt med, at der var problemer med en manglende lovhjemmel. Endvidere skulle foretages en selvstændig vurdering af om der var lovhjemmel til at træffe beslutningen og om nogen kunne drages til ansvar for forløbet. "Granskningskommissionen skal dog ikke foretage retlige vurderinger til belysning af spørgsmålet om ministres ansvar," Kommissionen skulle ikke inddrage det sundheds- eller veterinærfaglige grundlag for at træffe beslutningen.
Den 19. november 2021 vedtog Folketingets Granskningsudvalg et tillægskommissorium, hvorefter kommissionen også skulle undersøge politiets brug af et action card, som de talte ud fra når de ringede til minkavlere med oplysning om, at mink skulle aflives. Det skulle undersøges af hvem og hvorfor det blev besluttet, at politiet skulle kontakte minkavlerne uden for smittezonerne og hvem der besluttede at udarbejde actioncardet og hvornår.

## Kommissionens undersøgelser
Efter kommissionens indledende arbejde med gennemgang af omkring en million dokumenter påbegyndte kommissionen afhøringer af vidner den 7. oktober 2021. I alt afgav 74 personer vidneforklaring, fordelt på 7 ministre, 3 særlige rådgivere, 55 embedsmænd, 7 politifolk og 2 personer tilknyttet minkbranchen. Afhøringerne foregik på Retten på Frederiksberg.
I forbindelse med afhøringen af en række embedsmænd blev der fremlagt en række sms'er, hvor statsministeriets departementschef Barbara Bertelsen tilkendegav, at sagen kunne "være livsfarlig" for regeringen og opfordrede til, at Fødevareministeriet og Sundhedsministeriet påtog sig ansvaret. Den 1. november 2021 blev det oplyst, at Mette Frederiksen og en række rådgivere i Statsministeriet automatisk fik slettet sms’er efter 30 dage, og at en række sms-korrespondancer udvekslet under minkforløbet derfor ikke var blevet overleveret til Minkkommissionen, selvom denne havde anmodet derom allerede den 29. april 2021. På et pressemøde den 3. november oplyste statsministeren, at sletningen startede senest i sommeren 2020 efter rådgivning fra Barbara Bertelsen, hvilket denne bekræftede, da hun blev afhørt den 18. november 2021. Kommissionen udtrykte ønske om, at sms'er, der var blevet slettet på blandt andre Bertelsens og statsministerens telefoner, blev gendannet, og politiet forsøgte efterfølgende at genskabe de slettede sms'er, men meddelte den 15. november 2021 til regeringen, at det ikke var lykkedes. Mette Frederiksen offentliggjorde resultatet den 17. november 2021, dagen efter kommunalvalget.
Flere embedsmænd tilkendegav ved afhøringerne, at de klart havde advaret om, at der ikke var lovhjemmel til at kunne kræve alle mink aflivet. Minkkommissionen modtog på ottende afhøringsdag et notat udarbejdet af fire bisiddere, heriblandt bisidderne for statsministeren og dennes departementschef. I notatet vurderede de fire advokater at der var hjemmel til at kunne kræve mink uden for smittezonerne aflivet, med henvisning til, "at MFVM’s vurdering ikke har et grundlag i lovens forarbejder,"
I forhold hertil bemærkede et notat udarbejdet af professor Andreas B. Ehlers fra Københavns Universitet, "at en sådan hjemmel ikke kan udlæses af forarbejderne og lovhistorikken til husdyrholdlovens § 30 som anført af bisidderne". Sidstnævnte notat, der blev udarbejdet på foranledning af Kopenhagen Fur, blev tilsendt Minkkommissionen på afhøringsdag 31.
Den 13. november bevidnede to embedsmænd over for kommissionen," at Fødevareministeriet havde tilkendegivet, at "en total nedslagtning inklusive af alle avlsdyr, vurderes at være fatal for branchen". Angiveligt blev denne vurdering støttet af Justitsministeriet og sendt "opad i systemet". Barbara Bertelsen forklarede ved afhøringen den 18. november, at hun havde fået en sætning slettet i oversigtsmaterialet (det såkaldte cover), fordi "fatalt" ikke var en faglig vurdering. Hun forklarede ligeledes, at hun ikke havde set et bilag, der satte tvivl om lovhjemlen, fordi bilaget var fremsendt få minutter før det møde i koordinationsudvalget, hvor beslutningen blev truffet. Selv blev hun først gjort opmærksom på justitsministeriets vurdering 3 dage senere.
Afhøringen af Magnus Heunicke viste, at sundhedsministeren havde taget håndskrevne notater fra mødet i koordinationsudvalget, hvor beslutningen om at alle mink skulle aflives, blev taget. Han forklarede blandt andet, at Johan Legarth havde indledt mødet med at hævde, at Statens Serum Institut havde tilkendegivet, at alle mink skulle aflives af hensyn til folkesundheden. Dette notat blev modsagt af statsministerens stabschef, Martin Justesen, som ikke havde opfattet, at Legarth havde udtalt dette, og han tilføjede, at det ville være meget usædvanligt, hvis en embedsmand indledte et sådant møde med at fremlægge en konklusion.
Statsminister Mette Frederiksen blev afhørt den 9. december. Hun understregede, at der ikke var nogen, som på mødet den 3. november 2020 havde nævnt den manglende lovhjemmel, og at dette var en fejl. Hun ville dog ikke bebrejde nogen, fordi der ifølge hendes opfattelse vil blive begået fejl i krisesituationer.
Tilblivelsen af BN 284, der først i den version der blev udsendt den 7. november 2020 om aftenen, arbejdede med tre zoner, var et centralt emne ved flere af afhøringerne. Blandt de fremlagte dokumenter var bl.a. sms-korrespondance om en "Enkel plan:" fra den 2. november 2020 og hvordan Justitsministeriets departementschef tænkte at minkplanen skulle se ud.
I Miljø- og Fødevareministeriets redegørelse vedrørende manglende lovhjemmel var datoen for hvornår den daværende fødevareminister kendte til manglende lovhjemmel, angivet til den 7. november 2020. Ved afhøringerne blev en række dokumenter fremlagt, hvor datoen for dette kendskab var angivet til den 5. eller den 6. november 2020 og i en fremlagt sms-korrespondance fra perioden mener den daværende minister selv at datoen er den 5. november 2020. I forhold til forløbet omkring redegørelsens udarbejdelse var en række dokumenter med oplysninger herom blevet mørklagt af regeringen med henvisning til "hensynet til at sikre regeringens interne og politiske beslutningsproces".
Forløbet i Statsministeriet den 7. november 2020 om formiddagen blev også berørt i de senere afhøringer. Under afhøringerne forklarede en departementsråd i Statsministeriet, at han den 7. november havde modtaget en mail fra en kontorchef i sit ministerium, om at der var behov for hastelovgivning for at sikre lovgrundlaget for minkaflivningen, men at han ikke informerede departementschef Barbare Bertelsen herom. Det blev også oplyst, at statsministeren om morgenen den 7. november havde bedt sundhedsminister Magnus Heunicke om at indkalde til et nyt pressemøde, der fandt sted samme eftermiddag kl. 16:00. Den daværende fødevareminister godkendte en time før pressemødet en orienteringssag om bl.a. manglende lovhjemmel. På pressemødet fik minkavlerne besked om at dette er "noget, der skal gå stærkt. Og vi har derfor sat en målsætning om at aflivning af alle mink i Danmark skal være overstået den 16. november," uden at det blev nævnt, at der manglede lovhjemmel.

## Beretning
Minkkommissionen afleverede sin beretning på 9 bind til Folketingets Granskningsudvalg den 30. juni 2022 kl. 11. Den samlede beretning var på 4.759 sider fordelt på 9 bind, nemlig selve beretningen (bind 1-5, 2.820 sider), bilag (bind 6, 290 sider) og forklaringsdokumenter (bind 7-9, 1.649 sider).

Beretningen fastslog, at der ikke var hjemmel til at kræve alle mink aflivet, og konkluderede sammenfattende om statsminister Mette Frederiksen;
| Citat | Kommissionen finder således, at Mette Frederiksens udmeldinger på pressemødet den 4. november 2020 objektivt set var groft vildledende, men at Mette Frederiksen subjektivt ikke havde viden herom eller hensigt hertil. Kommissionen har herved ikke foretaget en vurdering af, om der foreligger grov uagtsomhed. | Citat |
|       | |       |

Kommissionen udtalte, at Statsministeriet havde handlet "meget kritisabelt i forløbet, som førte til den grove vildledning af minkavlere og offentlighed og den klart ulovlige instruks til myndigheder i forbindelse med pressemødet den 4. november 2020". Samtidig fandt kommissionen, at Statsministeriet havde taget en "overordnet og styrende rolle i den forcerede proces, som ledte frem til pressemødet den 4. november 2020, og at statsministeren førte an på pressemødet og selv udmeldte regeringens beslutning om aflivning af alle mink, selv om beslutningen ressortmæssigt hørte under Miljø- og Fødevareministeriet". Yderligere konkluderede den, at Fødevareministeriet havde handlet "særdeles kritisabelt", og at 10 embedsmænd kunne drages til ansvar for uagtsomhed og forseelser, heriblandt Statsministeriets departementschef Barbara Bertelsen, Miljø- og Fødevareministeriets departementschef, Henrik Studsgaard og rigspolitichef Thorkild Fogde.
Kommissionen fandt endvidere, at tidligere fødevareminister Mogens Jensen som led i forløbet havde afgivet urigtige oplysninger til Folketinget, idet kommissionen i rapporten fandt, at den daværende minister fik kendskab til den manglende hjemmel 5. november 2022, men i et samråd i Folketinget den 11. november 2020 oplyste, at dette skete "i weekenden".

## Efterspil

### Politisk efterspil
Allerede to dage før offentliggørelsen af kommissionens beretning meldte Mette Frederiksen ud, at hun forventede en "voldsom kritik" af regeringen, men konkluderede samtidig at der ikke var grundlag for at nedsætte en advokatvurdering af, om involverede ministre havde pådrage sig noget juridisk ansvar. Dette i forlængelse af, at Weekendavisen 23. juni havde bragt et udkast til beretningen fra Minkkommissionen, der rummede hård kritik af Miljø- og Fødevareministeriet samt Statsministeriet. Samme dag som kommissionsberetningen udkom 30. juni, meddelte samtlige oppositionspartier i blå blok, at de støttede at rejse en ekstern advokatvurdering af rapporten med henblik på at afsøge om inddragede ministre kunne drages til juridisk ansvar, mens Enhedslisten afviste dette.
Dagen efter afviste Socialistisk Folkeparti en advokatvurdering, mens Mette Frederiksen på et pressemøde beklagede de fejl, der var sket i sagen, men ikke så nogen grund til at gå videre med en advokatundersøgelse.
2. juli afviste også Radikale en advokatundersøgelse, hvormed der ikke var flertal for at nedsætte en sådan. Til gengæld krævede de Radikale, at Mette Frederiksen skulle udskrive folketingsvalg efter sommerferien, og senest ved folketingets åbning 4. oktober 2022. Ellers ville partiet stemme for et mistillidsvotum mod regeringen. Mette Frederiksen endte med at udskrive folketingsvalget 2022 den 5. oktober til afholdelse 1. november 2022.
5. juli tildelte et flertal i Folketingets Granskningsudvalg bestående af Socialdemokratiet, SF, Radikale Venstre og Enhedslisten en næse til Mette Frederiksen og Mogens Jensen for deres rolle i sagen.

### Konsekvenser for embedsmænd
| Liste over de 10 embedsmænd som kommissionen kritiserede for tjenesteforseelser | Liste over de 10 embedsmænd som kommissionen kritiserede for tjenesteforseelser | Liste over de 10 embedsmænd som kommissionen kritiserede for tjenesteforseelser | Liste over de 10 embedsmænd som kommissionen kritiserede for tjenesteforseelser |
| Navn                                                                            | Stilling                                                                        | Ministerium/Styrelse                                                            | Konsekvens                                                                      |
| ------------------------------------------------------------------------------- | ------------------------------------------------------------------------------- | ------------------------------------------------------------------------------- | ------------------------------------------------------------------------------- |
| Barbara Bertelsen                                                               | Departementschef                                                                | Statsministeriet                                                                | Advarsel (senere tilbagekaldt)                                                  |
| Henrik Studsgaard                                                               | Departementschef                                                                | Fødevareministeriet                                                             | Fritaget for tjeneste og indkaldt til tjenstligt forhør                         |
| Johan Legarth                                                                   | Departementschef                                                                | Justitsministeriet                                                              | Irettesættelse (senere tilbagekaldt)                                            |
| Anne-Mette Lyhne Jensen                                                         | Afdelingschef                                                                   | Justitsministeriet                                                              | Advarsel (senere tilbagekaldt)                                                  |
| Tejs Binderup                                                                   | Afdelingschef                                                                   | Fødevareministeriet                                                             | Advarsel                                                                        |
| Paolo Drostby                                                                   | Kontorchef                                                                      | Fødevareministeriet                                                             | Advarsel (senere tilbagekaldt)                                                  |
| Thorkild Fogde                                                                  | Rigspolitichef                                                                  | Rigspolitiet                                                                    | Frikendt efter tjenstligt forhør                                                |
| Uffe Stormly                                                                    | Politiinspektør                                                                 | Rigspolitiet                                                                    | Advarsel (senere tilbagekaldt)                                                  |
| Birgitte Buch                                                                   | Juridisk sektionsleder                                                          | Rigspolitiet                                                                    | Advarsel (senere tilbagekaldt)                                                  |
| Hanne Larsen                                                                    | Veterinær direktør                                                              | Fødevarestyrelsen                                                               | Advarsel                                                                        |

Den 24. august 2022 blev Barbara Bertelsen, efter rådgivning fra Medarbejder- og Kompetencestyrelsen, tildelt en disciplinær advarsel, Johan Legarth en irettesættelse, og Thorkild Fogde og Henrik Studsgaard blev fritaget for tjeneste og indkaldt til tjenstlige forhør.
Den 31. oktober 2022 meddelte Medarbejder- og Kompetencestyrelsen, at landsdommerne Jens Hartig Danielsen, Annette Dellgren og den pensionerede højesteretspræsident Thomas Rørdam skulle stå for de officielle tjenstlige forhør af den suspenderede rigspolitichef Thorkild Fogde og departementschef Henrik Studsgaard.
Den 29. november 2022 meddelte Esbjerg Kommune, at Henrik Studsgaard 1. januar 2023 ville blive ny direktør for kommunens Teknik- og Miljøafdeling, hvilket skabte vrede blandt minkavlere. Dagen efter meddelte Medarbejder- og Kompetencestyrelsen, at disciplinærsagen mod Henrik Studsgaard var afsluttet som følge af, at han ikke længere var ansat i staten.
10. februar 2023 blev rigspolitichefen Thorkild Fogde frikendt, idet forhørsledelsen med Thomas Rørdam i spidsen konkluderede, at han ikke havde begået nogen tjenesteforseelser. Fogde, der havde været hjemsendt under den tjenstlige undersøgelse, kunne dermed samme dag genindtræde i sin stilling som rigspolitichef. Som en konsekvens af Fogdes frikendelse blev advarslerne til Barbara Bertelsen og Anne-Mette Lyhne Jensen og irettesættelsen til Johan Legarth 23. marts 2023 tilbagekaldt efter vurdering fra Medarbejder- og Kompetencestyrelsen. 25. april tilbagekaldte Fødevareministeriet tilsvarende sin advarsel til kontorchef Paolo Drostby, og 2. juni tilbagekaldte Rigspolitiet efter en fornyet gennemgang af sagen advarslerne til politiinspektør Uffe Stormly og sektionsleder Birgitte Buch.
I sin bog Minksagen – skyld og ansvar udgivet i november 2023 beskrev Henrichsen kommisionsberetningen som liggende op til en "vendetta" mod embedsværket "uden sans for proportionerne, uden respekt for retlige grundprincipper og uden fornøden inddragelse af forsigtighedsprincippet".